# La mancha de sangre
La mancha de sangre és una pel·lícula mexicana filmada el 1937 que, per censura, no es va estrenar sinó fins a 1943. Va ser dirigida per l'artista plàstic Adolfo Best Maugard, sobre la base d'un argument original de Miguel Ruiz Montcada.

## Sinopsi
Camelia, una prostituta que treballa en un cabaret de mala mort de la Ciutat de Mèxic anomenat "La Mancha de Sangre", coneix Guillermo, un jove provincià i nouvingut que busca un futur millor. La noia ofereix cuidar l'empobrit i desocupat cavaller fins que s'estableixi, i la inicial amistat entre tots dos ràpid acaba convertint-se en amor, situació que no li fa gens de gràcia a Gastón, el proxeneta de Camelia qui, en assabentar-se del romanç, acaba donant-li un escarment al jove i aquest s'allunya de la vida de la noia.
Al cap d'un temps, Guillermo torna al cabaret però, per a sorpresa de Camelia, ara apareix vestit ja no amb la seva habitual roba de treball sinó amb un estrident vestit de gàngster pel fet que s'ha unit a la banda d' "El Príncipe", un lladre de joies, i que aviat cometrà un gran cop pel que Camelia, tement que aquest pla tingui un mal resultat, esbrina quan es cometrà el robatori i decideix llogar pel seu compte un departament i, just quan Guillermo es trobarà amb el seu cap i els seus còmplices per a cometre l'assalt, la cortesana s'emporta al seu amant al nou niu d'amor de la parella i el convenç que passi tota la nit amb ella.
Així, i tal com ho havia intuït Camelia, la policia acaba capturant "El Príncipe", qui és obligat a confessar a qui ha venut les joies robades, per la qual cosa un dels agents captura Gastón, però aquest aconsegueix escapar i fuig al departament de Camelia, amenaçant-la de mort. No obstant això, la policia el descobreix, i es produeix una tiroteig amb el resultat de la mort del proxeneta, i ara tant Guillermo com Camelia tenen la possibilitat d'iniciar una nova vida junts.

## Repartiment
- Estela Inda
- José Casal
- Heriberto G. Batemberg
- Manuel Dondé
- Lorenzo Diaz Gonzalez
- Elvira Gosti
- Chico Mabarak
- José Muñoz
- Luis Santibanez
- Diego Villalba

## Censura
La pel·lícula, filmada en 1937, va estar prohibida durant el govern del general Lázaro Cárdenas del Riu, degut no sols a l'inèdit i -en aquest llavors- escandalós i atrevit argument, sinó també per les seves molt audaces escenes eròtiques, per la qual cosa, per a poder exhibir-la comercialment, es va haver d'eliminar bona part d'aquestes. Es diu que una de les escenes eliminades abans de la seva estrena incloïa a un grup d'homes i dones ballant completament nus en un saló, encara que unes altres sí que van passar la censura com, per exemple, un striptease realitzat per una de les prostitutes, sent aquesta una de les primeres escenes de nu del cinema mexicà.
Per això, no es va estrenar sinó fins a juny de 1943, al Cine Politeama, de la Ciutat de Mèxic (que abans havia estat teatre de revista). Va durar quatre setmanes en la cartellera, encara que la cinta va obtenir males crítiques i després no va tornar a exhibir-se públicament.

## Restauració
Durant molts anys, aquesta cinta es considerava perduda fins que, en 1993, la Filmoteca de la UNAM va aconseguir restaurar-la sobre una còpia oposada en Alemanya, amb l'excepció que, dels 18 rotllos que contenia originalment la pel·lícula, encara no s'han pogut localitzar el sisè rotllo de so (aquesta part apareix subtitulada, en la versió restaurada) i el novè (i últim) rotllo d'imatge.

## Comentaris
Aquesta pel·lícula va ser l'únic llargmetratge d'Adolfo Best Maugard i, a més, va ser la seva segona incursió com cineasta, ja que va debutar com a realitzador en 1933 en el migmetratge Humanidad, sobre les institucions de beneficència pública de l'època: Escuela Vocacional de la Beneficencia Pública, Escuela de Ciegos y Sordomudos i altres.
L'elenc d'aquesta cinta està conformat per actors no professionals. A més, va ser el primer paper protagonista de la fins llavors poc coneguda actriu María de la Soledad García Corona. En fer una audició pel paper de Camelia, Best Maugard no sols la va escollir, sinó que la va batejar artísticament com Stella Inda, nom pel qual ella es faria immortal.
La pel·lícula antecedeix en pocs anys a l'aparició de l'anomenat cinema de rumberes, un subgènere molt popular al cinema mexicà de la dècada de 1940 i de part de la dècada de 1950, les trames de la qual es desenvolupen majorment en ambients urbans de cabaret i del baix món.
El nom del cabaret "La Manxa de Sang", del qual pren el seu nom el títol de la pel·lícula, evoca la ruptura de l'himen.
Aquest film ocupa el lloc 44 dins de la llista de les 100 millors pel·lícules del mexicanes, segons l'opinió de 27 crítics i especialistes del cinema a Mèxic, publicada pel portal Sector Cine al juny de 2020.